# Steganopsis annulipes
Steganopsis annulipes är en tvåvingeart som beskrevs av Malloch 1926. Steganopsis annulipes ingår i släktet Steganopsis och familjen lövflugor. Inga underarter finns listade i Catalogue of Life.